# Thuiaria sachalini
Thuiaria sachalini är en nässeldjursart som beskrevs av Kudelin 1914. Thuiaria sachalini ingår i släktet Thuiaria och familjen Sertulariidae. Inga underarter finns listade i Catalogue of Life.